# 吉雷松島

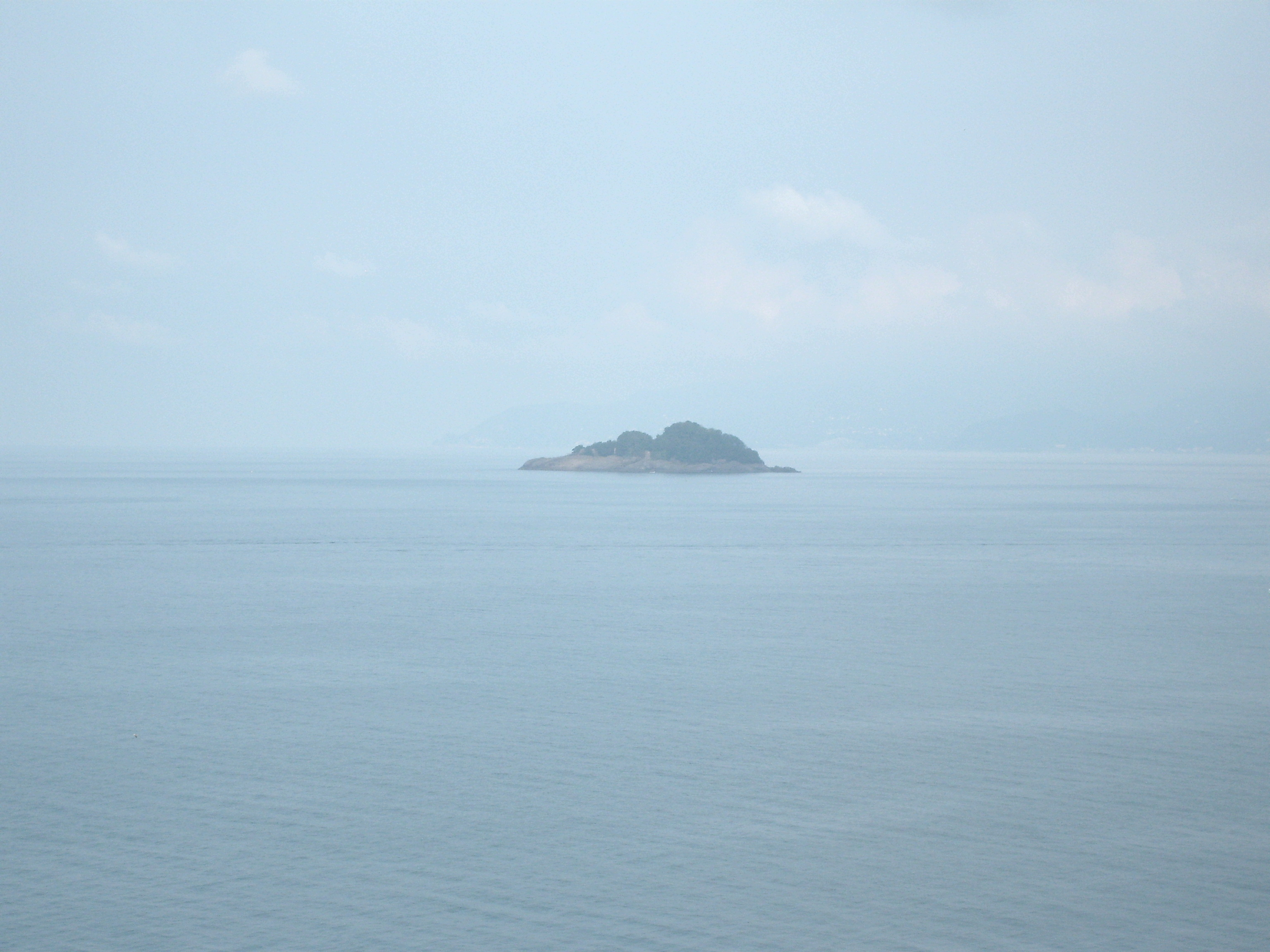

吉雷松島是土耳其的島嶼，位於該國東北部黑海東南岸，距離吉雷松1.2公里，長0.32公里、寬0.24公里，面積0.04平方公里，最高點海拔高度64米。
40°55′44″N 38°26′10″E / 40.92889°N 38.43611°E